# Хокејашка лига СР Југославије 2002/03.
Хокејашка лига СР Југославије 2002/03. је било дванаесто такмичење организовано под овим именом.

## Систем такмичења
У регуларном делу наступила су пет клуба. У плеј оф су се пласирала четири клуба. У плеј офу се играло на два добијена меча.
Шампион је постала Војводина. То је клубу била шеста титула у Хокејашкој лиги СР Југославије.

## Клубови
| Клуб          | Град     | Арена                  | Капацитет | Основан |
| ------------- | -------- | ---------------------- | --------- | ------- |
| Војводина     | Нови Сад | Ледена дворана СПЕНС   | 1000      | 1957    |
| Партизан      | Београд  | Ледена дворана Пионир  | 2000      | 1948    |
| Спартак       | Суботица | Стадион малих спортова | 4000      | 1945    |
| Нови Сад      | Нови Сад | Ледена дворана СПЕНС   | 1000      | 1998    |
| Црвена звезда | Београд  | Ледена дворана Пионир  | 2000      | 1946    |

## Табела
| #  | Клуб           | Б  |
| -- | -------------- | -- |
| 1. | Војводина      | 30 |
| 2. | Црвена звезда* | 20 |
| 3. | Нови Сад       | 19 |
| 4. | Спартак        | 7  |
| 5. | Партизан       | 3  |

- Црвена звезда је била кажњена па је морала у плеј-офу стартовати са четвртог места.

## Плеј оф

### Полуфинале 1
Нови Сад - Спартак 2:0 
- Нови Сад - Спартак 10:0 5:1

### Полуфинале 2
Војводина - Црвена звезда 2:0 
- Војводина - Црвена звезда 10:4 8:4

### Финале
Војводина - Нови Сад 2:0
Војводина - Нови Сад 12:5 7:2
| Првак Хокејашке лиге СР Југославије 2002/03. |
| -------------------------------------------- |
| ХК Војводина 6. Титула                       |